# Sapphire (Santa Lucía)
Sapphire es una localidad de Santa Lucía que forma parte del distrito de Soufrière.